# Бедржих Вашка
Бедржих Вашка (чеськ. Bedřich Váška; 5 березня 1879, нині Млада-Вожице, округ Табор — 9 грудня 1978, Вустер, штат Массачусетс) — чесько-американський віолончеліст.
Перші уроки гри на фортепіано, органі і скрипці отримав від свого батька. Потім навчався в гімназії в Таборі, перейшовши на віолончель. Закінчив Празьку консерваторію (1897), учень Гануша Вігана, потім протягом двох років навчався також у Франкфурті-на-Майні у Хуго Беккера.
У 1900 році грав у літньому оркестрі в Сестрорєцьку, потім вступив до оркестру Лембергської опери, звідки в 1901 перейшов до Варшавської опери. У Львові увійшов у число засновників струнного квартету Богуслава Льготського, згодом відомого як Квартет Шевчика, і грав у його складі до 1911 року. Одночасно в 1899—1903 рр. грав на скрипці в одному з перших складів Чеського тріо, з Карелом Гофмайстером і Штепаном Сухим. З 1905 знову жив у Чехії, в 1906 одружився зі скрипалькою Августою Ондржичковою, сестрою Франтішека Ондржичека. У 1911 за пропозицією Ондржичека разом з дружиною переселився до США.
В американський період життя працював переважно як ансамбліст. У 1919 році увійшов до складу Нью-Йоркського квартету, створеного з ініціативи Ральфа Пулітцера. Квартет працював протягом десятиліття. Т. Поттер вказує, що колектив досяг найвищих стандартів виконання, і жалкує про те, що квартет не залишив записів. У той же час база даних американського звукозапису вказує на цілий ряд записів квартету за участю Шишковського, що датуються 1924—1927 рр., — в їх числі твори Френка Бріджа, Персі Грейнджера, Оскара Недбала, Олександра Глазунова, Клода Дебюссі, Ісаака Альбеніса та ін.
Викладав в Істманівській школі музики.